# Ланин, Владимир Александрович
Владимир Александрович Ланин (1881—1957) — советский учёный, специалист в области химии горючих ископаемых.

## Биография
В 1920-е гг. преподавал на кафедре технологии нефтехимических и углехимических производств Ленинградского технологического института.
Доктор химических наук (1929).
С 1929 г. профессор сапропелевого отдела при Геохимическом институте АН СССР, в 1932—1934 — Сапропелевого института, c 1934 г. — Института горючих ископаемых АН СССР (Москва), начальник лаборатории и сектора, зав. лабораторией низкокалорийных топлив и лабораторией термического растворения.
Разработал методы получения моторного топлива из сапропелей, торфа и горючих сланцев, и его очистки.
В 1941 году совместно с профессором Б. К.Климовым предложил способ обессеривания и одновременного крекинга ишимбайской нефти, содержащей 3% серы, при этом содержание серы снижалось до 0,5–0,7%, что давало возможность получать бензин.
Похоронен на Введенском кладбище (10 уч.).

## Награды
- орден Ленина (19.09.1953)
- орден Трудового Красного Знамени (10.06.1945)

## Сочинения
- Ланин В. А., Фридман Г. Е. Термическое разложение горючих сланцев под давлением водяных паров. Отчёт ИГИ АН СССР, 1950;
- Физические методы в исследовании углей [Текст] / Г. Л. Стадников; отв. ред. В. А. Ланин ; Ин-т нефти АН СССР. — Москва : АН СССР, 1957. — 90 с. : табл.
- Химическая переработка топлива [Текст] : сб. докладов / Ин-т горючих ископаемых (Москва); ред.-сост.: В. А. Ланин, А. В. Лозовой, Н. В. Шишаков. — М. : Изд-во Академии наук СССР, 1957. — 418 с. : ил. ; 26 см.
- Климов Б. К., Ланин В. А., Лозовой А. В. и Горохолинская М. С. Термическое разложение сапропеля, балхашита и гуминовых веществ торфа. Представлено академиком Н. П. Чижевским // Известия Академии Наук СССР, Отделение технических наук, 1942, № 11-12, С. 3-10
- Фенолы из торфяных и сланцевых смол. В книге: Проблема фенолов, их получение и применение. М.-Л.: Изд-во АН СССР, 1942. – 81 с.